# Sabine Johannsen
Sabine Johannsen (* 23. Januar 1954 in Oberhausen) ist eine deutsche Wirtschaftswissenschaftlerin und politische Beamtin. Vom 22. November 2017 bis zum 8. November 2022 war sie Staatssekretärin im Niedersächsischen Ministerium für Wissenschaft und Kultur.

## Leben
Von 1973 bis 1979 absolvierte Johannsen ein Studium der Volkswirtschaftslehre an der Christian-Albrechts-Universität zu Kiel sowie studierte Wirtschaftswissenschaften in Michigan 1980. Von 1980 bis 1985 war sie als wissenschaftliche Mitarbeiterin an der Kieler Universität angestellt und promovierte 1985. Zwischen 1985 und 1991 war Johannsen bei der Landesbank Schleswig-Holstein im Bereich Volkswirtschaft & Strategische Planung, wechselte 1992 zur NORD/LB nach Hannover. In der Norddeutschen Landesbank war sie bis 2003, zuletzt in der Funktion der Geschäftsführerin der Landestreuhandstellen, tätig. Anschließend war sie Vorstandsmitglied der Investitions- und Förderbank Niedersachsen (NBank).
Am 22. November 2017 wurde Sabine Johannsen im Zuge der Kabinettsbildung des Kabinetts Weil II von Minister Björn Thümler zur Staatssekretärin im Niedersächsischen Ministerium für Wissenschaft und Kultur ernannt. Sie ist Nachfolgerin von Andrea Hoops. Im Zuge des Amtsantritts des Kabinetts Weil III schied sie am 8. November 2022 aus diesem Amt aus.
Johannsen engagiert sich ehrenamtlich als Kuratoriumsvorsitzende der Stiftung der Villa Seligmann und seit März 2024 als Vorstandsvorsitzende der Bürgerstiftung Hannover.
Johannsen ist seit 1980 verheiratet und Mutter dreier Kinder.

## Schriften
- Besteuerung des internationalen Ölhandels als zusätzliche Finanzierungsquelle der Entwicklungshilfe (Dissertation), 1986.